# أبورا (مثولوجيا)
أبورا (بالإنجليزية: Abora)‏ الرب الأعلى للسماوات بين سكان الكناري في جزيرة بالما. وهو اسم إله أسلاف لا بالما وإله تقليدي للغوانش. سُمِّيَت أربعة زوارق من القصب باسمه.

## روابط خارجية
- Abora III official website
- Voyage and Construction of the Abora III